# Gustav von Värst
Gustav Friedrich Julius von Värst (19 avril 1894 à Meiningen - 10 octobre 1975 à Wiesbaden) est un General der Panzertruppe allemand qui a servi au sein de la Heer dans la Wehrmacht pendant la Seconde Guerre mondiale.
Il a été récipiendaire de la Croix de chevalier de la Croix de fer. Cette décoration est attribuée pour récompenser un acte d'une extrême bravoure sur le champ de bataille ou un commandement militaire avec succès.

## Biographie
Värst (de) est né à Meiningen. Le 15 juillet 1912, il rejoint le 14e régiment de hussards à Cassel en tant que porte-drapeau. Il se marie avec Astor Freiin von Swaine le 30 août 1925 à Theres. Ils ont eu un fils et trois filles ensemble.
Du 28 février 1943 au 9 mai 1943, il est Commandant en chef de la 5. Panzer Armee en Afrique du Nord où il est capturé par les forces britanniques.
Après avoir été libéré d'un camp de prisonniers en 1947, Värst retourne à ce qui lui restait des possessions de terre de sa famille pour vivre le reste de sa vie tranquillement dans un pavillon de chasse dans la ville de Nordheim vor der Rhön, près de Fladungen.

## Promotions

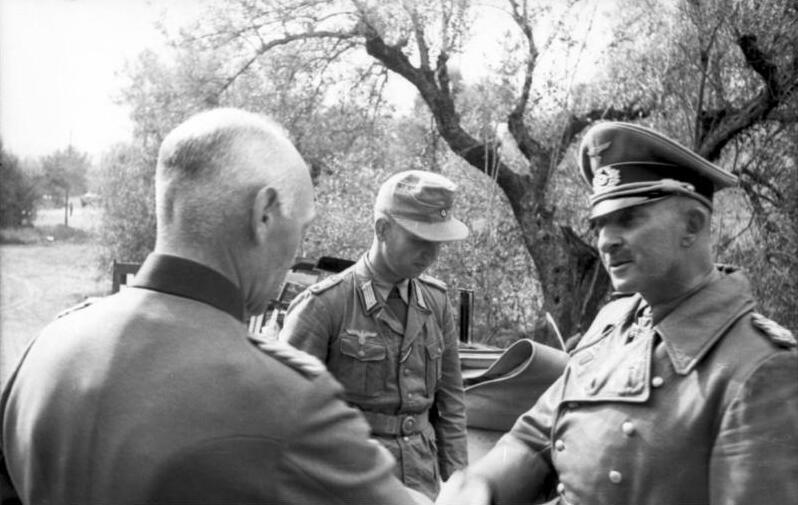
Generaloberst Hans-Jürgen von Arnim (à droite) saluant le Général von Vaerst.

| Fahnenjunker               | 15 juillet 1912    |
| Fahnenjunker-Unteroffizier | 17 décembre 1912   |
| Fähnrich                   | 22 mars 1913       |
| Leutnant                   | 17 février 1914    |
| Oberleutnant               | 18 avril 1917      |
| Rittmeister                | 1er juin 1924      |
| Major                      | 1er février 1934   |
| Oberstleutnant             | 1er août 1936      |
| Oberst                     | 1er mars 1939      |
| Generalmajor               | 1er septembre 1941 |
| Generalleutnant            | 1er décembre 1942  |
| General der Panzertruppe   | 1er mars 1943      |

## Décorations
- Croix de fer (1914)
  - 2e Classe (25 septembre 1914)
  - 1re Classe (24 septembre 1916)
- Croix pour services rendus pendant la guerre (Saxe-Meiningen) : 30 mai 1915
- Croix pour services loyaux (de) de Schaumburg-Lippe : 29 novembre 1914.
- Croix d'honneur pour Combattants 1914-1918
- Médaille de service de la Wehrmacht
  - 1re Classe (Croix de 25 ans de service) : 2 octobre 1936.
  - 2e Classe (Croix de 18 ans de service) : 2 octobre 1936.
  - 3e Classe (Médaille de 12 ans de service) : 2 octobre 1936.
  - 4e Classe (Médaille de 4 ans de service) : 2 octobre 1936.
- Médaille de l'Anschluss: 8 novembre 1938.
- Agrafe de la Croix de fer (1939)
  - 2e Classe
  - 1re Classe
- Croix de chevalier de la Croix de fer
  - Croix de chevalier le 30 juillet 1940 en tant que Oberst et commandant de la 2. Schützen-Brigade.

Note : Se basant sur ses états de service, durant la Seconde Guerre mondiale, il est probable qu'il a été aussi récipiendaire des décorations suivantes : Panzer Assault Badge en Bronze ou en Argent ; Insigne des blessés en Noir (pour ses blessures reçues le 26 mai 1942) ; et la bande de bras Afrika pour sa campagne africaine. Toutefois, il n'y a aucune photographie ou document mettant en avant ces suppositions.